# Tučapy (Holešov)
Tučapy jsou vesnice, část města Holešov v okrese Kroměříž. Nachází se asi 2,5 km na sever od Holešova. Je zde evidováno 157 adres. Trvale zde žije 458 obyvatel.
Tučapy leží v katastrálním území Tučapy u Holešova o rozloze 4,42 km2.

## Název
Na vesnici bylo přeneseno původní pojmenování jejích obyvatel Tučapi („kteří tu čapí, tj. se zde usídlili“, odvozeno od čapit – „přidřepnout“). Šlo o pojmenování pro nově přišlé osadníky.

## Historie
První písemná zmínka o obci pochází z roku 1130. Dříve samostatná obec byla údajně uzavřena dvěma branami. Po třicetileté válce vlastnil obec rod Rottalů. Již v roce 1789 byla zřízena škola. V roce 1846 byla na obdélníkové návsi postavena zvonice. V roce 1896 byl v dolní části obce v 16 staveních zbudován vodovod a v roce 1919 byla při cestě do Bořenovic postavena cihelna.

## Obyvatelstvo

### Struktura
Vývoj počtu obyvatel za celou obec i za jeho jednotlivé části uvádí tabulka níže, ve které se zobrazuje i příslušnost jednotlivých částí k obci či následné odtržení.
| Místní části   | Místní části | 1869 | 1880 | 1890 | 1900 | 1910 | 1921 | 1930 | 1950 | 1961 | 1970 | 1980 | 1991 | 2001 | 2011 |
| -------------- | ------------ | ---- | ---- | ---- | ---- | ---- | ---- | ---- | ---- | ---- | ---- | ---- | ---- | ---- | ---- |
| Počet obyvatel | část Tučapy  | 385  | 434  | 427  | 464  | 506  | 507  | 499  | 474  | 525  | 484  | 462  | 462  | 458  | 430  |
| Počet domů     | část Tučapy  | 58   | 65   | 68   | 70   | 74   | 80   | 94   | 107  | 116  | 120  | 121  | 135  | 138  | 139  |

## Hody
Dvoudenní hodové slavnosti se konají každoročně na konci června o víkendu, který je nejblíže svátku Petra a Pavla. V sobotu dopoledne je připraven program pro děti (dříve vláček Pacifik, dnes skákací hrad) a koná se hasičská soutěž. Odpoledne je sloužena slavnostní mše na návsi u zvonice. Večer se koná hodová zábava. V neděli je připraven Turnaj ulic v kopané, který je doplněný dalším programem. Tradičně hrají ulice Dolňáci, Horňáci a Křéb. Vítězné družstvo se utkává s družstvem žen.

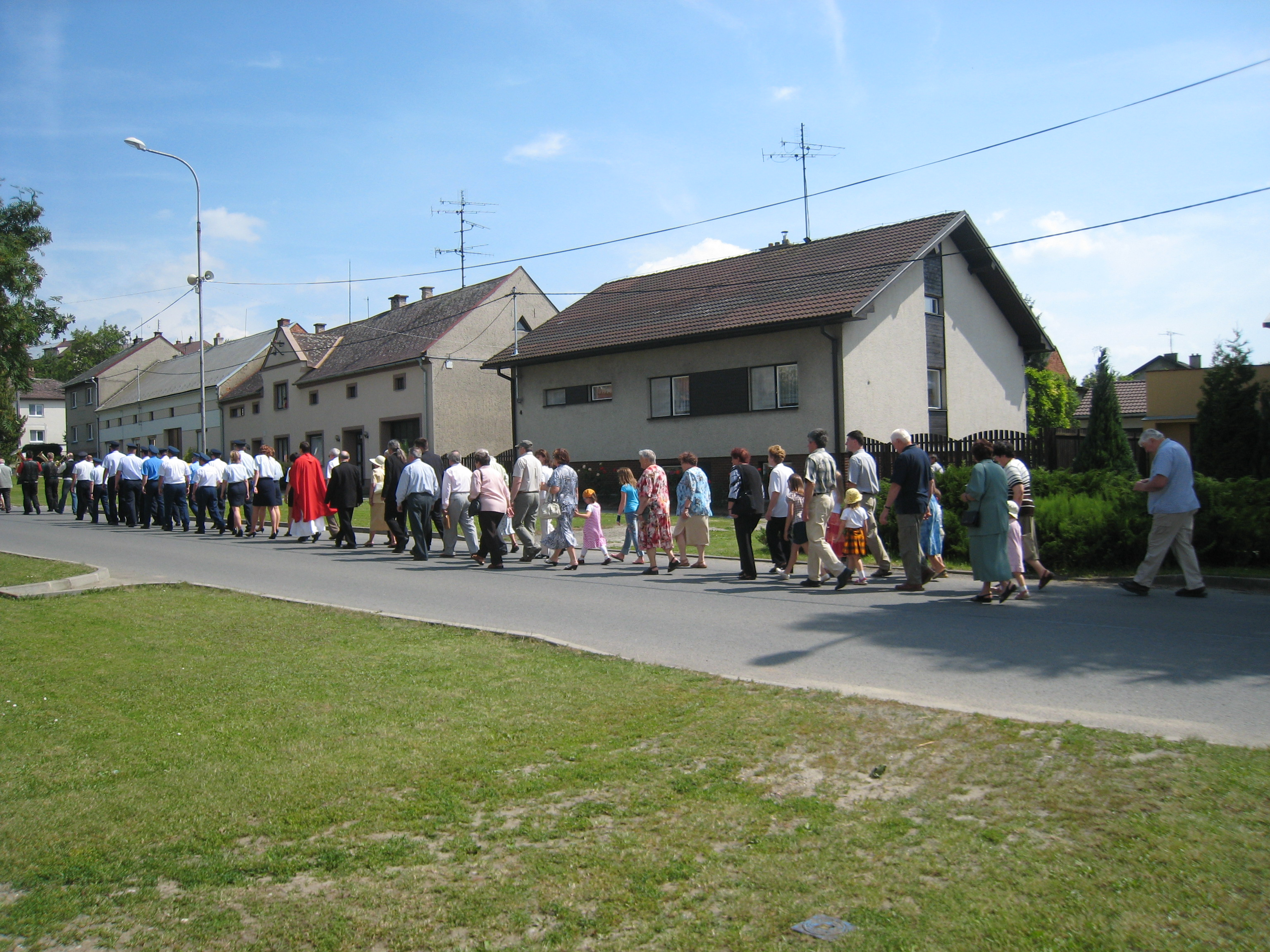
Hodový průvod
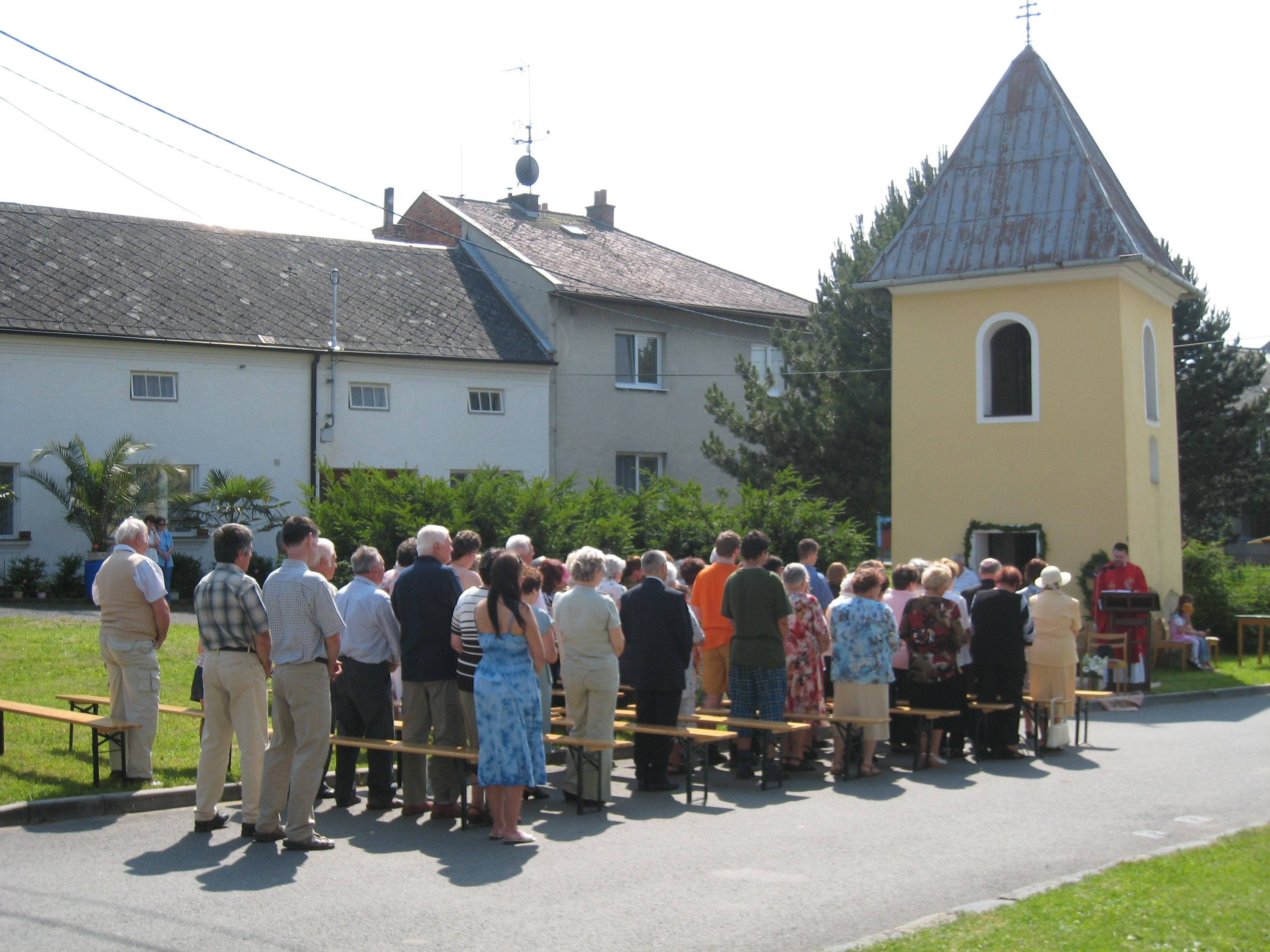
Hodová mše

## Pamětihodnosti
- Výklenková kaplička – poklona